# 細口管蚜
細口管蚜（学名：Vesiculaphis caricis）为常蚜科角下蚜屬下的一个种。